# Дзбанівський Олександр Тихонович
Дзбанівський Олександр Тихонович (нар. 1870, с. Маньківка на Уманщині, нині смт Черкаської області — 28 жовтня 1938, Київ) — український співак, композитор, педагог, музикознавець, організатор музично-бібліотечної справи в Україні, музично-громадський діяч.

## Біографія
Народився у родині священника. У родині ще виховувалося 15 дітей. Співати почав ще у ранньому віці. Навчався в Уманські бурсі, де спів українських народних пісень був його єдиною втіхою. Після бурси навчався у Київській духовній семінарії.
У семінарії виявив прихильність до різних видів мистецтва. Захопився оперою. Опанував малювання, у цей час у бурсі його викладав Микола Пимоненко. Уроки на скрипці брав у професора Отакара Шевчика, музичну теорію вивчав у викладача семінарії Леоніда Малашкіна. Але найбільшим захопленням залишався спів.
Після закінчення семінарії викладав спів у київських гімназіях. У 1892—1893 роках навчався в співака Камілло Еверарді, який зробив з нього професійного співака. У цей же час вільно відвідував Київський університет і здав екзамени на вчителя історії та російської мови. Наступні два роки проживав у Маньківці, доглядаючи хвору матір.
З 1895 року розпочав навчання у Московському музично-драматичному училищі. Наступного року повернувся вчителювати до Києва. У 1898 році переїхав до Житомира, де у місцевих гімназіях працював вчителем співу та історії. Там упорядкував ряд збірників пісень для дітей, включивши до них і власні У 1908—1919 роках викладає у петербурзькому Музичному інституті. Пише критичні статті про музику в петербурзьких періодичних виданнях.
У 1919 році повернувся до України. Працює інструктором в Одеському оперному театрі, заступником завідувача сектору соцзабезпечення. З 1922 року — завідувач музичного відділу Наркомосвіти УРСР, також консультант відділу мистецтв, член та секретар Вищого музичного комітету Народного комісаріату України. Один із засновників Українського радіо, що розпочало роботу в 1924 році. Активний учасник заснування в Харкові оперного театру в 1925 році. Був членом художньої ради цього театру, а з 1928 року — Київського оперного театру після переїзду до Києва для роботи в Всенародній бібліотеці України.
У бібліотеці, де був призначений на посаду наукового робітника — керівника музичного відділу продовжив розпочату в 1924 році як член Музичного товариства ім. Леонтовича по збиранню мистецтвознавчих творів. Завдяки його старання музичний відділ бібліотеки поповнився бібліотекою та архівом Товариства ім. М. Д. Леонтовича разом з музичними інструментами та рукописами М. Д. Леонтовича, Я. С. Степового, К. Г. Стеценка та інших. Було отримано чимало матеріалів, пов'язаних з музикою від громадян, музичних бібліотек Москви та Ленінграда. Під керівництвом Олександра Дзбанівського були розробленні методи бібліографування нотно-музичних матеріалів. За час його керівництва відділом було зібрано близько 125 тисяч нотних видань. До 1934 року передав до бібліотеки 1 тисяча 830 одиниць власної колекції.

## Науковий доробок
У Житомирі читав лекції з історії музики в музичній школі при Артистичному товаристві, упорядкував «Школьное пение», «Хоровое пение», «Сборник школьных песен». Пізніше він написав «Пісні та ігри для дітей молодшого віку», «Дитячі гри та пісні», «Дитячі музичні ігри», дослідження «Музична бібліотека О. К. Розумовського» (рукопис зберігається в НБУВ). Автор статей з музикознавства. Створив понад 40 хорів, романсів, обробок народних пісень.